# آنا ريتا
آنا ريتا أندرادي جوميز (ولدت في 8 أغسطس 1976)، وتعرف باسم آنا ريتا، هي لاعبة كرة قدم برتغالية سابقة لعبت كمدافع. كانت عضوة في المنتخب البرتغالي للسيدات.